# Marko Ciurlizza
Marko Gustavo Ciurlizza Rodríguez (Lima, 22 de febrero de 1978) es un exfutbolista peruano que se desempeñaba en el campo de juego como centrocampista. Actualmente es profesor de fútbol en el Colegio Italiano Antonio Raimondi en la ciudad de Lima y panelista del programa A Presión Radio.

## Biografía
Marko es el mayor de tres hermanos. Sus padres, Marcos Ciurlizza y Blanca Rodríguez, junto con su abuelo Gustavo, lo apoyaron en su decisión de ser deportista. Vivió en la primera cuadra de la Av. José Gálvez en el distrito de La Victoria. Hizo sus estudios primarios en el Colegio América de La Victoria y los secundarios en el Colegio San Clemente de Jesús María. Tiene estudios de Turismo y Hotelería en la Universidad de San Martín de Porres.

## Trayectoria
Sus primeros pasos en el fútbol los dio en la Academia Tito Drago, Deportivo Zúñiga y en el club Regatas Lima, para luego llegar a las divisiones menores de Universitario de Deportes cuando tenía 15 años. Debutó oficialmente en el fútbol profesional en Universitario de Deportes el 3 de noviembre de 1996, gracias al técnico argentino Eduardo Luján Manera.
En este equipo jugó muchos partidos, pero su titularato se lo ganó con el técnico argentino Osvaldo Piazza en la temporada 1998. Con este equipo, Ciurlizza ganó los Torneos Apertura de 1998, 1999 y 2000, y el Clausura 2000. También, se consagró tricampeón con la casaquilla merengue (1998, 1999, 2000). En el año 2001, Alianza Lima celebró su centenario y dio el golpe contratando a Ciurlizza, figura del equipo crema, así como a Eduardo Esidio.
El técnico fue el brasileño Paulo Autuori, quien luego lo llevó al Botafogo a mediados de año club con el cual desciende. Para el año 2002, regresó al equipo blanquiazul, en el que permaneció hasta 2010. Con este equipo consiguió el Apertura 2001, 2004 y 2006, así como el Clausura 2003. También resaltan los campeonato nacionales de 2001, 2003, 2004 y 2006.

## Selección nacional
Fue internacional con la selección de fútbol del Perú en 34 ocasiones. Debutó el 29 de junio de 1999, en un encuentro ante la selección de Japón que finalizó con marcador de 3-2 a favor de los peruanos.

### Participaciones en Copa América
| Copa              | Sede     | Resultado        |
| ----------------- | -------- | ---------------- |
| Copa América 1997 | Bolivia  | Cuarto lugar     |
| Copa América 1999 | Paraguay | Cuartos de final |
| Copa América 2004 | Perú     | Cuartos de final |

## Clubes
| Club                      | País          | Año           | Partidos | Goles |
| ------------------------- | ------------- | ------------- | -------- | ----- |
| Universitario de Deportes | Perú          | 1996-2000     | 136      | 3     |
| Alianza Lima              | Perú          | 2001          | 21       | 0     |
| Botafogo                  | Brasil        | 2001          | 14       | 2     |
| Alianza Lima              | Perú          | 2002-2010     | 287      | 3     |
| Sport Boys                | Perú          | 2011          | 13       | 0     |
| Cobresol                  | Perú          | 2012          | 15       | 0     |
| Pacífico FC               | Perú          | 2013          | 19       | 1     |
| Total carrera             | Total carrera | Total carrera | 484      | 9     |

## Palmarés

### Campeonatos nacionales
| Título                    | Club                      | País | Año  |
| ------------------------- | ------------------------- | ---- | ---- |
| Torneo Apertura           | Universitario de Deportes | Perú | 1998 |
| Primera División del Perú | Universitario de Deportes | Perú | 1998 |
| Torneo Apertura           | Universitario de Deportes | Perú | 1999 |
| Primera División del Perú | Universitario de Deportes | Perú | 1999 |
| Torneo Apertura           | Universitario de Deportes | Perú | 2000 |
| Torneo Clausura           | Universitario de Deportes | Perú | 2000 |
| Primera División del Perú | Universitario de Deportes | Perú | 2000 |
| Torneo Apertura           | Alianza Lima              | Perú | 2001 |
| Primera División del Perú | Alianza Lima              | Perú | 2001 |
| Torneo Clausura           | Alianza Lima              | Perú | 2003 |
| Primera División del Perú | Alianza Lima              | Perú | 2003 |
| Torneo Apertura           | Alianza Lima              | Perú | 2004 |
| Primera División del Perú | Alianza Lima              | Perú | 2004 |
| Torneo Apertura           | Alianza Lima              | Perú | 2006 |
| Primera División del Perú | Alianza Lima              | Perú | 2006 |